# Callynthrophora marginifrons
Callynthrophora marginifrons är en tvåvingeart som beskrevs av Mario Bezzi 1921. Callynthrophora marginifrons ingår i släktet Callynthrophora och familjen svävflugor. Inga underarter finns listade i Catalogue of Life.